# Projet professionnel
 (signalé en juillet 2025).
Si vous disposez d'ouvrages ou d'articles de référence ou si vous connaissez des sites web de qualité traitant du thème abordé ici, merci de compléter l'article en donnant les références utiles à sa vérifiabilité et en les liant à la section « Notes et références ».
- Archive Wikiwix
- Bing
- Cairn
- DuckDuckGo
- E. Universalis
- Gallica
- Google
- G. Books
- G. News
- G. Scholar
- Persée
- Qwant
- (zh) Baidu
- (ru) Yandex
- (wd) trouver des œuvres sur Wikidata

 (avril 2020).
- Si vous ne connaissez pas le sujet, laissez ce bandeau (vous pouvez alors contacter les auteurs).
- Si vous supprimez le contenu mis en cause (vous pouvez préalablement contacter les auteurs),

argumentez précisément cette suppression dans la page de discussion
(un manque de référence n'est pas un argument ; une recherche réelle de référence doit avoir été effectuée, être formellement documentée).
 (mai 2014).
Un projet professionnel est défini par les objectifs professionnels, qui résultent de l'expérience vécue, de la personnalité, des intérêts, des aptitudes, des motivations et des valeurs.

## Bilan de compétences
Le bilan du vécu permet d'extraire ses compétences professionnelles et comportementales de structurer son parcours professionnel. Il se compose de toutes les expériences de l'individu (stage, activité pro, loisirs, vie associative, sport, voyages, niveau de langues, etc).
Des organismes spécifiques s'occupent de faire des bilans de compétences.
Il est conseillé de faire une fiche par activité, comprenant : 
- le secteur,
- le nom de la structure,
- l'intitulé du poste,
- la mission confiée,
- les actions menées,
- les difficultés rencontrées,
- les succès trouvés,
- les résultats finaux,
- l'appréciation de l'intéressé,
- ses compétences utilisées et celles développées.

## Financement du projet professionnel
Lors de l'élaboration du projet professionnel, il existe des moyens de financement gratuits :
- Le financement via le CPF (Compte Personnel de Formation)
- L’autofinancement si le budget CPF est épuisé
- Le financement par l'entreprise si l'intéressé est salarié et si son projet est de rester dans cette société

Le CPF reste aujourd'hui le moyen de financement le plus utilisé. Le compte personnel CPF est crédité de 24 heures de formation à la fin de chaque année. Il ne peut excéder 150 heures sur 8 ans.

## Forces et faiblesses
Chaque situation met en avant les forces et les faiblesses d'un individu. Il est conseillé de faire un tableau à deux colonnes et d'associer à chacun de ses défauts, une qualité qu'il faudra penser à développer par la suite. 
Connaître ses qualités et ses défauts peut se faire par une phase d'introspection ainsi que par une demande à l'entourage proche : amis, famille, professeurs etc.

## Attentes et ambitions
Il faut ensuite préciser les attentes et ambitions. Cela peut être :
- la reconnaissance sociale,
- l'altruisme,
- la rémunération envisagée,
- la sécurité,
- la formation,
- la mobilité fonctionnelle ou géographique (locale, nationale, internationale)
- le temps de transport,
- les responsabilités,
- le travail en équipe ou l'autonomie,
- etc.

## Futurs projets
Il faut ensuite à partir de l'existant, faire une projection mentale à court terme, et à long terme (le court terme traçant la voie pour le long terme) :
- je suis (ce que je sais faire)
- je serai (ce que je veux faire)

Avec des questions du type : où serai-je dans 5, 10 ans ?
À partir de cela faire une fiche idéale de l'entreprise, de la fonction...
Ce projet aide à bâtir une stratégie d'action nécessaire à la rédaction du Curriculum vitæ et des lettres de motivation uniques, vers les questions qui ne manqueront pas d'être posées lors des futurs entretiens d'embauches.